# Popowia
Popowia is een geslacht uit de familie Annonaceae. De soorten uit het geslacht komen voor in Kameroen, op het eiland Madagaskar en in (sub)tropisch Azië.

## Soorten
- Popowia alata S.K.Ganesan
- Popowia bachmaensis Ngoc, Tagane & Yahara
- Popowia bancana Scheff.
- Popowia beccarii Scheff.
- Popowia beddomeana Hook.f. & Thomson
- Popowia clavata Diels
- Popowia coursii Cavaco & Keraudren
- Popowia cuspidata Miq.
- Popowia cyanocarpa K.Schum. & Lauterb.
- Popowia filipes Hemsl.
- Popowia fusca King
- Popowia greveana (Baill.) Ghesq.
- Popowia helferi Hook.f. & Thomson
- Popowia hirta Miq.
- Popowia humbertii Cavaco & Keraudren
- Popowia lanceolata Merr.
- Popowia macrocarpa Baill.
- Popowia microphylla R.E.Fr.
- Popowia odoardi Diels
- Popowia pachypetala Diels
- Popowia papuana Scheff.
- Popowia parvifolia Kurz
- Popowia pauciflora Maingay ex Hook.f. & Thomson
- Popowia perakensis King
- Popowia pisocarpa (Blume) Endl. ex Walp.
- Popowia platyphylla Diels
- Popowia polytricha Diels
- Popowia schefferiana Diels
- Popowia tomentosa Maingay ex Hook.f. & Thomson
- Popowia velutina King